# Sonda IV
O Sonda IV, foi o quarto (e último) foguete da família Sonda. Numa concepção ainda mais avançada que os anteriores, incluia sistemas de guiagem, 
já prevendo o desenvolvimento futuro do Veículo Lançador de Satélites (VLS). Usava como primeiro estágio o novo motor S40, e como segundo estágio, o mesmo 
motor do primeiro estágio do Sonda III.

## Origens
No segundo semestre de 1976, o CTA/IAE iniciou, os estudos de viabilidade e as especificações técnicas do que viria a ser o Sonda IV: um veículo intermediário,
cuja finalidade era dominar tecnologias críticas, sem as quais não seria possível avançar num programa espacial independente. Ele seria constituído por um novo 
propulsor de maior porte (o S40), como primeiro estágio, e como segundo estágio, faria uso do primeiro estágio do seu antecessor, o Sonda III.

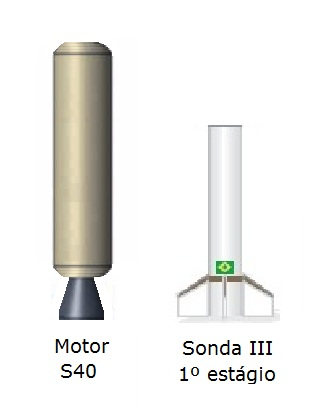
As partes constituintes do Sonda IV. O motor S40 e o primeiro estágio do Sonda III.

O Sonda IV se constituiu num grande desafio tecnológico e gerencial. Era composto por mais de duas mil peças mecânicas (mais que o dobro do antecessor), para um 
empreendimento desse porte, usaram pela primeira vez uma "metodologia" de desenvolvimento num grante projeto espacial, multidisciplinar, de longa duração, alto 
custo e grandes riscos tecnológicos. O projeto estava sob a responsabilidade técnica da Divisão de Projetos (CTA/IAE/ETP), cujo chefe, Eng. Jayme Boscov, era 
também o gerente do projeto, foram utilizados os serviços das demais divisões do Instituto, definindo uma sistemática matricial que viria a ser adotada, com poucas 
variações, em projetos subsequentes.

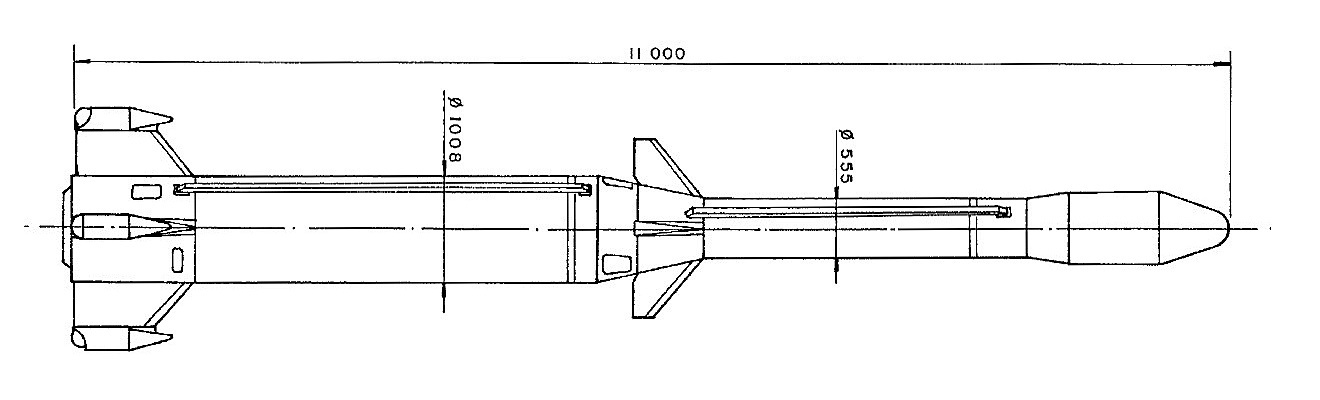
Diagrama com as dimensões de um foguete Sonda IV.

O Sonda IV foi o primeiro projeto espacial Brasileiro a ser dividido em fases e a usar o Organograma Técnico (Work Breakdown Structure), como ferramenta gerencial,
tornando possível o controle de prazos e custos, além da definição clara de responsabilidades. Apenas na primeira fase do projeto, foram identificados 24 grandes
pacotes de trabalho, sendo cada um designado a um pesquisador com a capacidade técnica necessária.

## Desenvolvimento
Com a nova sistemática de gerenciamento, várias inovações tecnológicas tornaram-se viáveis, entre elas, as que permitiram o desenvolvimento do propulsor S40, relativo
ao primeiro estágio do novo foguete. Sendo um propulsor de porte razoável, gerou a necessidade de pesquisa de um novo tipo de aço, da classe carbono-cromo-níquel-molibdênio, 
com alto teor de Silício, com tratamento para o nível de resistência de 200 kgf/mm2 (designado 300M), envolvendo o próprio CTA e três empresas privadas de metalurgia,
permitindo evitar a importação do aço MARAGING, a um custo cinco vezes maior e passar a exportá-lo, gerando divisas.

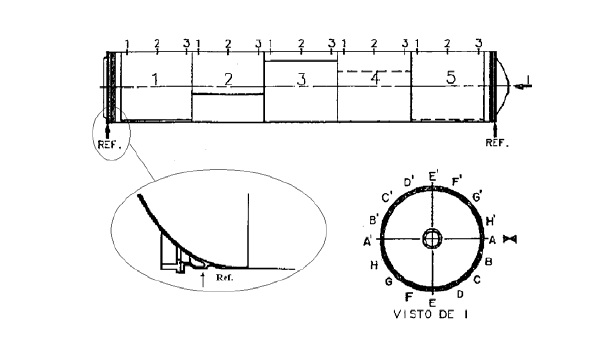
Visão esquemática das linhas e seções do motor S40.

O porte desse novo propulsor S40, com 1 m de diâmetro, exigiu a implantação de um complexo para produzir propelente sólido com tecnologia 100% nacional, além de
permitir o carregamento de grandes propulsores e efetuar os ensaios necessários, em bancos de prova horizontais com quatro graus de liberdade.
A lista de inovações advindas do Sonda IV é extensa, destacando:
- O controle do empuxo vetorial (técnica de injeção secundária de gases na tubeira do primeiro estágio e por tubeira móvel, no segundo)
- O desenvolvimento de sistemas de pilotagem para controle de atitude
- O desenvolvimento de uma mesa de lançamento (diferente de seus antecessores, que decolavam com o auxílio de uma rampa com trilhos)
- O desenvolvimento da primeira Torre Móvel de Integração (TMI) Brasileira, para facilitar o processo de integração dos componentes e carga útil.

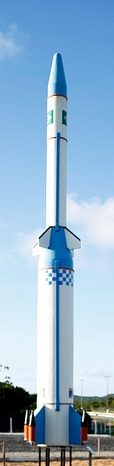
O Sonda IV.

| Características Principais |       |
| -------------------------- | ----- |
| Massa de decolagem (Kg)    | 7.270 |
| Massa de propelente (Kg)   | 730   |
| Massa de payload (Kg)      | 500   |
| Velocidade Máxima (m/s)    | 3.300 |
| Aceleração (m/s²)          | 110   |
| Apogeu (Km)                | 821   |
| Número de vôos             | 4     |

## Histórico dos lançamentos
A partir de 29 de Junho de 1984, ocorreu a Operação Sonda IV, destinada aos testes estáticos completos que antecederiam o primeiro lançamento.
| # | Operação            | Data       | Objetivo                                                                                           | Resultados                                        |
| - | ------------------- | ---------- | -------------------------------------------------------------------------------------------------- | ------------------------------------------------- |
| 1 | Parangaba           | 21/11/1984 | Teste e aperfeiçoamento em voo do primeiro protótipo                                               | Apogeu: 616,6 km. Alcance: 30 Km. Duração: 15m25s |
| 2 | São José dos Campos | 19/11/1985 | Resgate de cargas úteis tecnológicas                                                               | Sucesso                                           |
| 3 | Petrópolis          | 08/10/1987 | Qualificar dispositivos e aparatos científicos do veículo e aprimorar a tecnologia para uso no VLS | Sucesso                                           |
| 4 | Rio de Janeiro      | 28/04/1989 | Qualificar dispositivos de separação dos estágios                                                  | Sucesso                                           |

## Legado
Com o lançamento de quatro foguetes Sonda IV, estavam implantadas as bases necessárias ao início de um projeto ainda mais ambicioaso, o de um veículo lançador 
Brasileiro capaz de colocar satélites em órbita baixa, que viria a ser o Veículo Lançador de Satélites (VLS).
Além disso, o motor S40, foi utilizado para criar um novo foguete de Sondagem, o VS-40.